# Vårtåtel
Vårtåtel (Aira preacox) är en växtart i familjen gräs. 